# Bartholomeus van Bassen
Bartholomeus van Bassen (Anversa, 1590 – L'Aia, 28 novembre 1652) è stato un architetto, pittore e disegnatore olandese appartenente alla Scuola dell'Olanda Settentrionale. Fu uno dei più importanti pittori di architetture del XVII secolo..

## Biografia

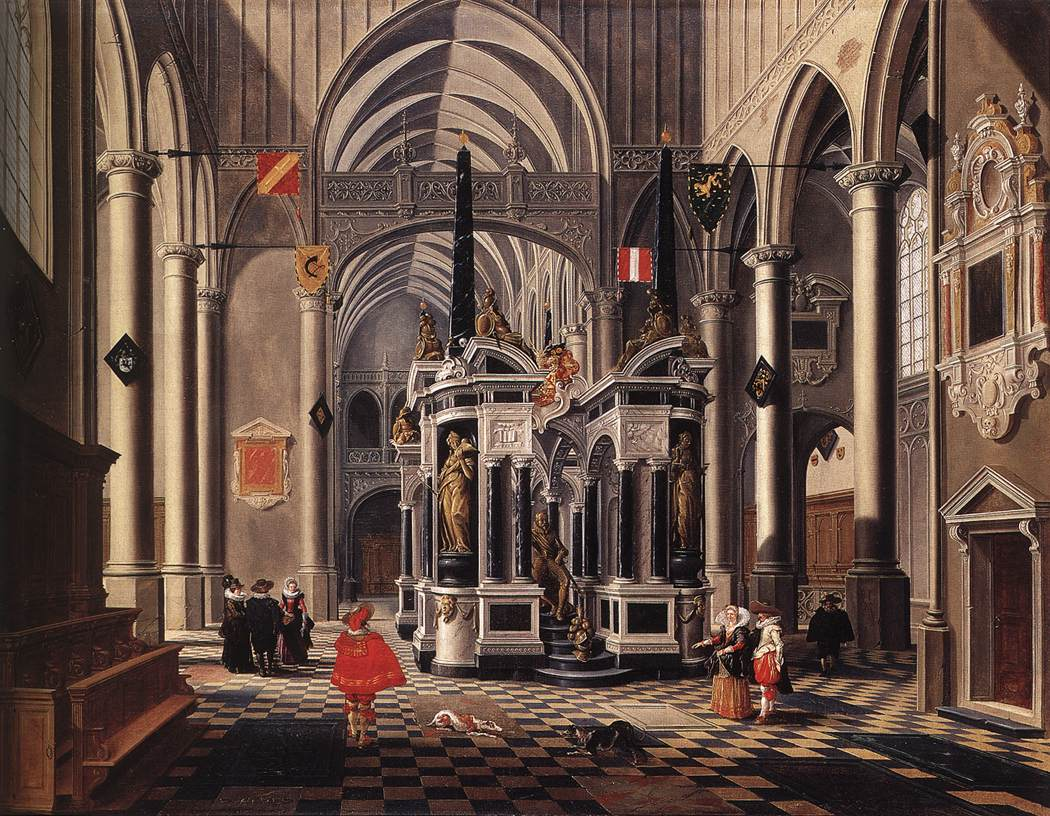
La tomba di Guglielmo il Taciturno in una cattedrale immaginaria (1620)

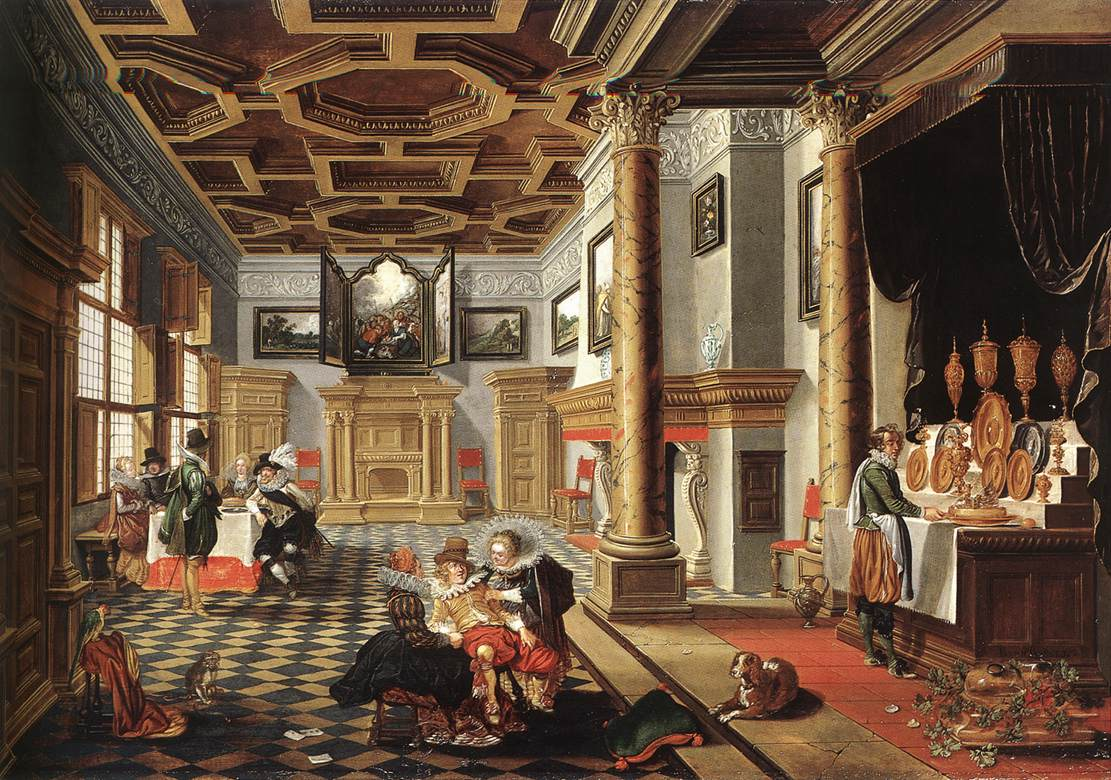
Interno rinascimentale con convitati (1618-1620)

Si conosce poco del primo periodo della vita di quest'artista, in particolare non è noto dove svolse il suo apprendistato.
Dal 1613 al 1622 operò a Delft, dove entrò a far parte della Corporazione di San Luca il 21 ottobre 1613.
Trasferitosi all'Aia nel 1622, divenne membro della Corporazione di San Luca di quella città, decano nel 1627 e presidente nel 1636.
Il 25 gennaio 1624 si sposò con Aeltje Pietersdr. van Gilst.
Come architetto, si occupò della costruzione della Huis Honselarsdijk e del palazzo Ter Nieuburch su commissione di Federico Enrico d'Orange dal 1629 al 1634. Negli anni 1630-1631 lavorò alla ristrutturazione del monastero di Sant'Agnese a Rhenen, che Federico V del Palatinato volle trasformare nella sua residenza. Nel 1638 fu nominato architetto della città. Seguì, inoltre, il restauro del municipio, e, a partire dal 1649, la costruzione della Nieuwe Kerk (Briels).
Nel 1651 suo figlio Aernout, avvocato presso la Corte d'Olanda, sposò la figlia Adriana del pittore Cornelis van Poelenburch. Il 13 aprile 1652 morì sua moglie.
Continuò ad operare all'Aia fino alla morte avvenuta nel 1652, pochi mesi dopo quella della moglie. Fu sepolto il 28 novembre nella Groote Kerk all'Aia.
Oltre all'architettura, si dedicò anche alla pittura, in particolare eseguì ritratti e rappresentazioni di genere aventi come soggetto costruzioni architettoniche, realizzate con uno stile molto dettagliato ed attento ai particolari, alla stregua dei pittori fiamminghi Hans Vredeman de Vries, Hendrik van Steenwijck I e Pieter Neefs I, ma con un utilizzo di effetti di luce che rendono più realistici gli interni di van Bassen. Rappresentò sia chiese e cattedrali, che palazzi sontuosi, riccamente decorati e popolati da allegri convitati, con un intento a volte moralistico nella contrapposizione tra i comportamenti dei vari ospiti. Eseguì anche opere di piccole dimensioni con uno stile simile a quello di Cornelis van Poelenburch.
Lavorò in collaborazione con altri artisti, come Frans Francken II, Anthonie Palamedes, Jan Martszen il Giovane ed Esaias van de Velde, che dipingevano le figure nelle sue architetture.
Alla sua scuola si formarono vari allievi, fra cui Gerard Houckgeest e Jan van der Vucht.

## Opere

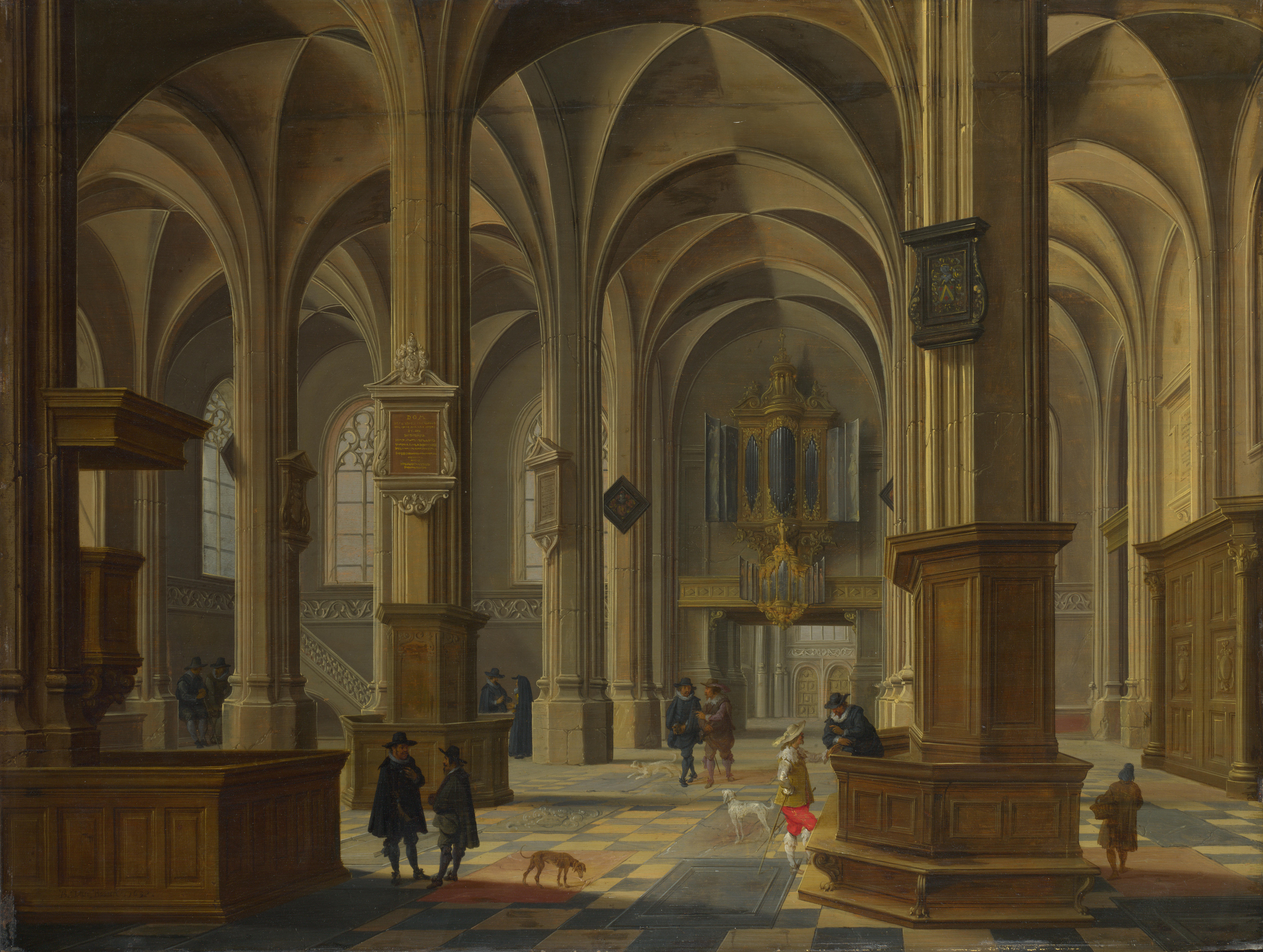
Interno della chiesa di santa Cuna a Rhenen

- Interno di una cattedrale gotica, olio su tela, 105 x 137 cm, 1614, collezione privata[8]
- La tomba di Guglielmo il Taciturno in una cattedrale immaginaria, olio su tela, 112 x 151 cm, 1620, Szépmûvészeti Múzeum, Budapest[5]
- Interno rinascimentale con convitati, olio su tavola, 57,5 x 87 cm, 1618-1620, Museo d'arte della Carolina del Nord, Raleigh[6]
- Interno della chiesa di santa Cuna a Rhenen, olio su tavola, 61 x 81 cm, 1638, National Gallery, Londra[9]
- Interno di una chiesa immaginaria, olio su tavola, 38 x 50 cm, 1639, collezione privata[2]
- Gruppo di persone in un interno, olio su tavola, 72 x 100 cm, Rijksmuseum, Amsterdam, figure realizzate da Esaias van de Velde[10]
- Ritratto di Carlo X e Regina a pranzo[4]
- Ritratto del Re e della Regina di Boemia[4]

A un seguace del van Bassen è attribuito il dipinto Interno di chiesa, conservato alla National Gallery di Londra.